# خیابان مارکهام

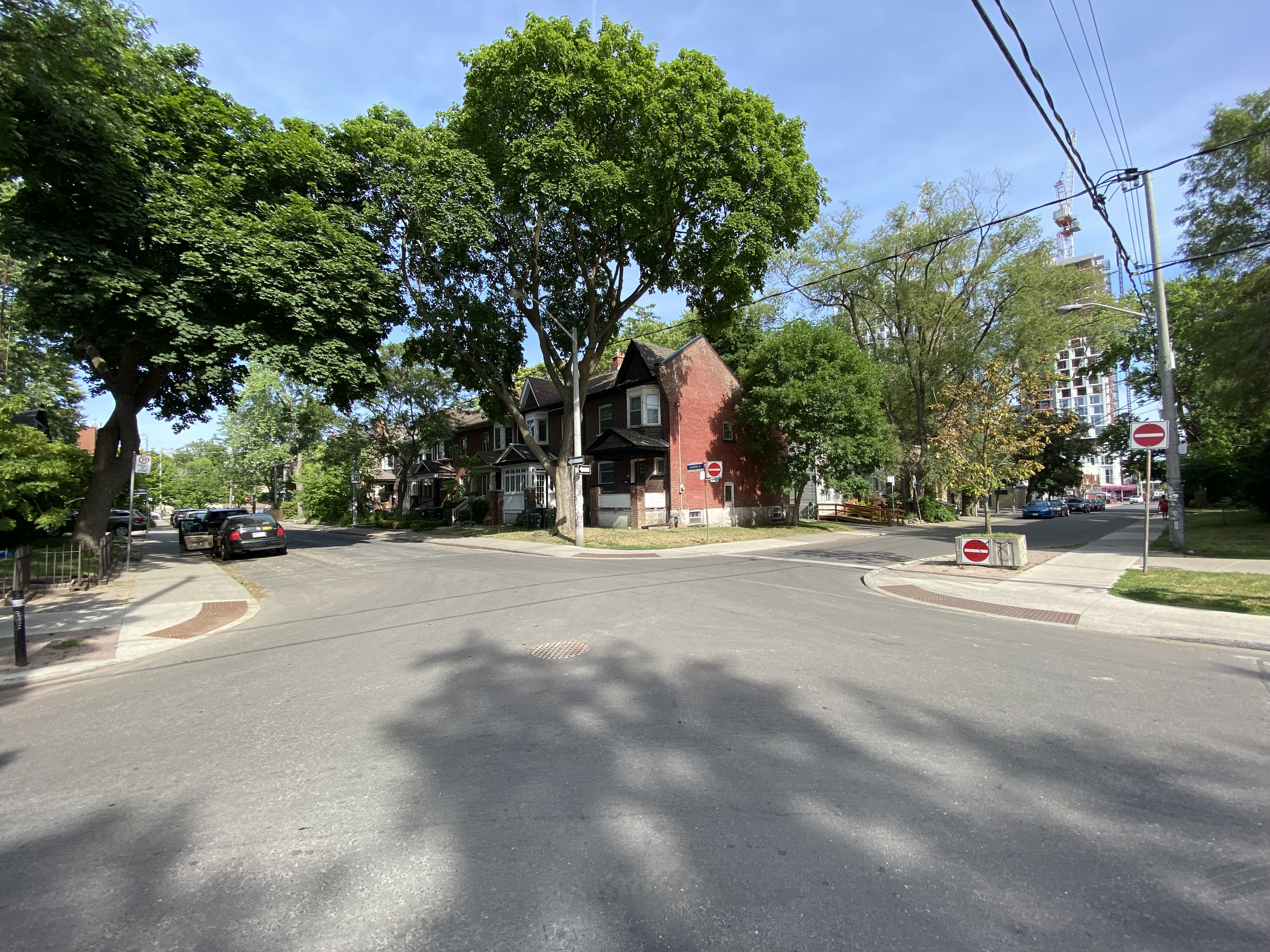

خیابان مارکهام (انگلیسی: Markham Street, Toronto) یک خیابان مسکونی شمالی-جنوبی است که در شهر تورنتو، انتاریو، کانادا، یک بلوک در غرب خیابان بثرست واقع شده‌است. انتهای شمالی آن از محله دهکده سیتون شروع می‌شود و از دهکده میرویش، پالمرستون–ایتالیای کوچک، ترینیتی–بلوودز می‌گذرد و به خیابان کوئین (تورنتو) در انتهای جنوبی آن ختم می‌شود.